# Lenda da Donzela Encantada da ilha de Santa Maria

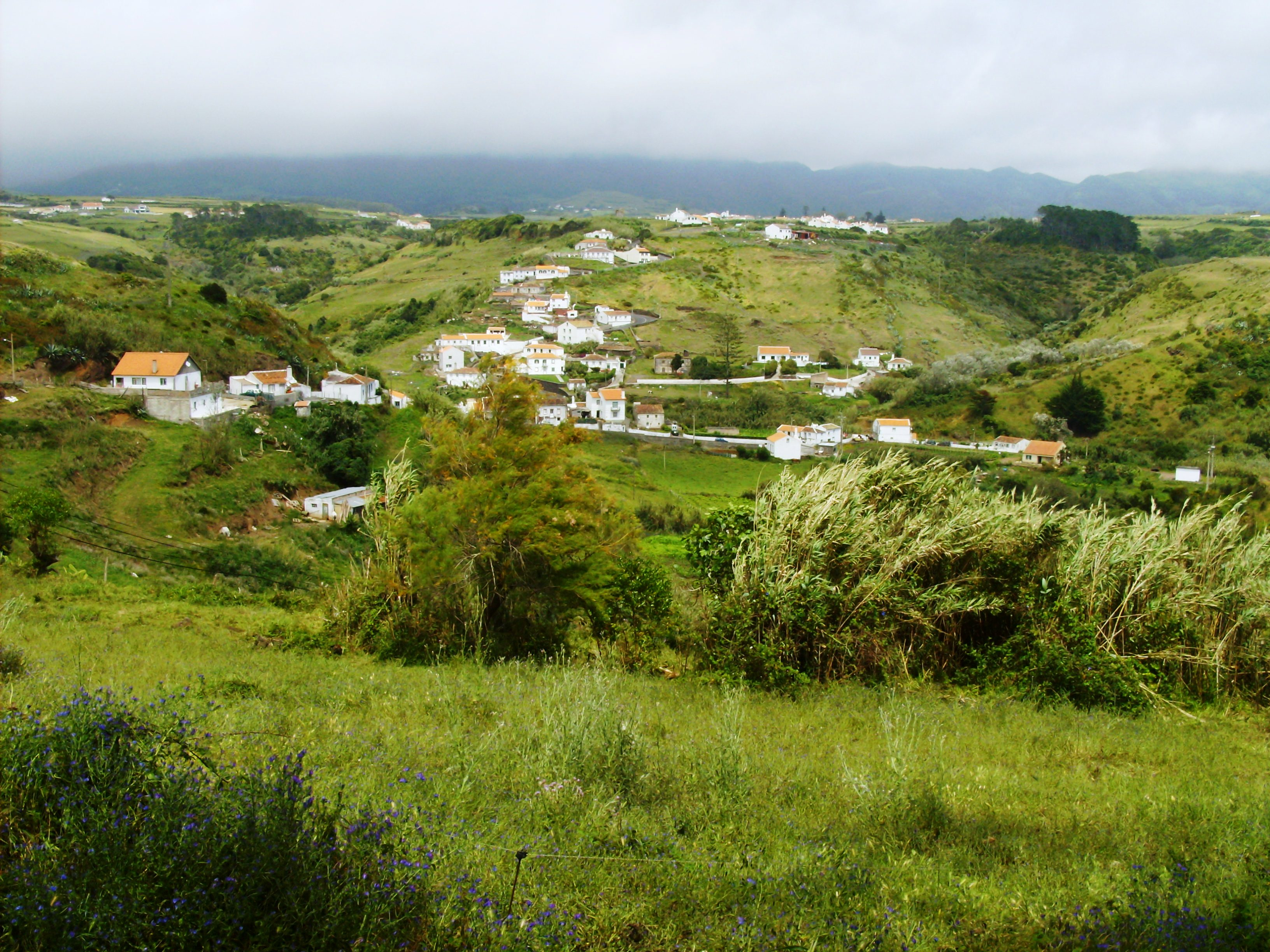
Valverde, ilha de Santa Maria.

A Lenda da Donzela Encantada é uma tradição da ilha de Santa Maria, nos Açores. Liga-se à crença em encantamentos e na ação de seres sobrenaturais.

## Lenda
A história passa-se no lugar de Valverde, junto a uma caudalosa ribeira onde em tempos idos as mulheres do campo costumavam ir lavar as roupas. Uma lavadeira, que estava com muito serviço, ficou sozinha fora de horas a lavar roupas até quase ao crepúsculo. Conforme iam terminando o seu serviço, as outras mulheres tinham ido embora sem que ela se apercebesse.
Concentrada no trabalho, a lavadeira cantarolava algumas melodias, e o som da água a correr não a deixou ouvir ao principio os murmúrios de uma voz de mulher que se lastimava a um canto da ribeira. Durante um intervalo para descansar, a lavadeira apercebeu que uma mulher gemia e chorava baixinho, pedindo socorro. Aproximou-se do lugar e viu uma moça muito formosa, parecida com um anjo e vestida de um branco translúcido, meia oculta nas hortênsias.
A lavadeira perguntou-lhe  por que parecia tão infeliz, ao que esta terá respondido que se encontrava encantada por uma fada má. Só lhe era permitido aparecer naquele local de sete em sete anos, por alturas do pôr-do-sol, na esperança de encontrar um jovem que a quisesse namorar. No entanto, só depois de quebrado o encanto é que lhe podia dizer quem era. Pouco depois de dizer isto, desapareceu nas sombras e nos ruídos silêncios da água corrente.
Quando a lavadeira contou este acontecimento na sua aldeia, muitos não acreditaram nela, outros acreditaram. Sete anos depois, foram vários os rapazes de Valverde, que ao pôr-do-sol foram sentar-se nas margens da ribeira, na esperança de ver a moça encantada. No entanto, ela nunca mais apareceu.